# Impresario
Impresario (z wł. impresa „przedsiębiorca”) – osoba organizująca, a często również finansująca, koncerty, spektakle teatralne i operowe; analogicznie do producenta filmowego w przemyśle filmowym i telewizyjnym oraz aniołów biznesu w biznesie. Impresario odpowiada również za spotkania, konferencje, podróże itp. artysty, sportowca lub grupy.